# 彭懷恩
彭懷恩，(1952年—) ，屏東縣人，籍貫福建福州，媒體工作者出身，曾任時報雜誌總編輯及社長、中國時報主筆及聯合報撰述委員，並擔任世新大學的教職已超過四十年，同時在知名補習班任教。彭懷恩已於2017年8月申請退休。
現為世新大學新聞系兼任客座教授、國立陽明大學人文與社會教育中心兼任教授。

## 家庭背景
彭懷恩成長於基督教家庭，由於祖父早逝，其父親由叔公帶大的。彭懷恩的叔公為中國早期留美學生，哥倫比亞大學化學碩士，隨著中華民國遷臺後，擔任清華大學總務長。
父親彭駕騂畢業於廈門大學，在台灣發生二二八後，許多外省人離開台灣，其父親因而獲屏東中學校長邀請，於1948年從福州至屏東擔任英文老師。在叔公要求下，其父請調台北師範，考上聯合國獎學金，先繼至夏威夷大學、菲律賓馬尼拉大學就讀教育碩士。回台後，與許智偉於1971年共同創辦彰化教育學院（現為國立彰化師範大學）。彭駕騂後擔任彰化師範大學教育研究所教授。
彭懷恩家中共有6個兄弟姊妹，彭懷恩排行老二，校園出版社社長彭懷冰牧師為其大哥，三妹為政治大學傳播學院兼任教授彭芸。彭懷恩幼時成績並不佳，但憑著自己的努力考上台大法律系。但在讀完一學期後，轉系至台大政治系，後來唸到台大政治所，取得博士學位。

## 經歷
就讀台灣大學政治學系博士班時，修習當時連戰教授的「西洋近代思想史專題研究」，學期報告要求五千字，但是彭懷恩寫出五萬字，結果獲得95分也建議他出版成書，最後由正中書局出版為《精英民主理論導讀》。並在連戰擔任行政院長任內，提名為中央通訊社董事。
彭懷恩在26歲即為《中國時報》寫社論，30歲出頭任《時報雜誌》總編輯，後轉任教職。成立出版社，2001年發起中華傳播管理學會。
自彭懷恩出版著作與開授課程，學術專長跨越政治學、傳播理論、政治傳播、社會學、國際關係、公共政策與地方政府與政治。但亦對房市買賣頗有研究，成為許多學生熱愛諮詢的優良教師，開闢多門通識課程，已在世新大學任教超過三十年。
彭懷恩現與妻子鄭台芬定居於台北深坑，並因妻子先前在佛光大學EMBA進修而在宜蘭另有購置房舍。

## 著作
- 彭懷恩（編）（2000）：《政治學Q＆A（增訂版）》。台北：風雲論壇出版社。
- 彭懷恩（2000）：《法國政治體系》。台北：風雲論壇出版社。
- 彭懷恩（編）（2001）：《政治學（進階）Q＆A》。台北：風雲論壇出版社。
- 彭懷恩（編）（2001）：《新聞學Q＆A（增訂版）》。台北：風雲論壇出版社。
- 彭懷恩（2001）：《政治學概論》。台北：風雲論壇出版社。
- 彭懷恩（2001）：《比較政治學》。台北：風雲論壇出版社。
- 彭懷恩（2002）：《深入淺出談政治》。台北：風雲論壇出版社。
- 彭懷恩（2002）：《政治傳播與溝通》。台北：風雲論壇出版社。
- 彭懷恩（2002）：《大眾傳播與社會Q＆A》。台北：風雲論壇出版社。
- 彭懷恩（編）（2003）：《傳播理論Q＆A》。台北：風雲論壇出版社。
- 彭懷恩（編）（2003）：《人類傳播理論Q＆A》。台北：風雲論壇出版社。
- 彭懷恩（2003）：《中華民國政治體系》。台北：風雲論壇出版社。
- 彭懷恩（2003）：《政治學新論》。台北：風雲論壇出版社。
- 彭懷恩（2003）：《台灣政治發展》。台北：風雲論壇出版社。
- 彭懷恩（2003）：《政治學理論與方法論Q＆A》。台北：風雲論壇出版社。
- 彭懷恩（2003）：《政治學進階Q＆A》（新版）。台北：風雲論壇出版社。
- 彭懷恩（2003）：《21世紀政治學辭典》。台北：風雲論壇出版社。
- 彭懷恩（2004）：《選舉無效！》。台北：風雲論壇出版社。
- 彭懷恩（2004）：《新政治學Q＆A》。台北：風雲論壇出版社。
- 彭懷恩（2004）：《當代社會學概論》。台北：風雲論壇出版社。
- 彭懷恩（2004）：《比較政治與各國政府Q＆A》。台北：風雲論壇出版社。
- 彭懷恩（編）（2005）：《大眾傳播概論Q＆A》。台北：風雲論壇出版社。
- 彭懷恩（2005）：《競選傳播》。台北：風雲論壇出版社。
- 彭懷恩（2005）：《國際關係與國際現勢Q＆A》。台北：風雲論壇出版社。
- 彭懷恩（2005）：《意識形態與政治思想Q＆A》。台北：風雲論壇出版社。
- 彭懷恩（2005）：《台灣政黨論》。台北：米羅出版社。
- 彭懷恩（2005）：《人際關係與成功生涯》。台北：風雲論壇出版社。
- 彭懷恩（編）（2006）：《台灣名人百科》。台北：風雲論壇出版社。
- 彭懷恩（編）（2006）：《政治理論選讀》。台北：風雲論壇出版社。
- 彭懷恩（2006）：《當代政治學理論》。台北：風雲論壇出版社。
- 彭懷恩（2007）：《台灣名人百科2007-2008》。台北：風雲論壇出版社。
- 彭懷恩（2008）：《中華民國政府與政治析論》。台北：風雲論壇出版社。
- 彭懷恩（2008）：《國際關係概論》。台北：風雲論壇出版社。
- 彭懷恩（2009）：《1949－2009台灣政治發展》。台北：風雲論壇出版社。
- 彭懷恩（2009）：《社會學（概要）Q&A》。台北：風雲論壇出版社。
- 彭懷恩（2009）：《卓越地方治理》。台北：風雲論壇出版社。
- 彭懷恩（2010）(編)：《國際關係辭典》。台北：風雲論壇出版社。
- 彭懷恩（2011）Whose Bandwagon Is It Anyway? Empirical Findings from Taiwanese(ROC)Magistrates(TAIWAN JOURNAL OF DEMOCRACY,Volume 7,No.1,July 2011)
- 彭懷恩（2012）：《政治學（修訂再版）》。台北：國立空中大學。
- 彭懷恩（2013）：《國際關係Q&A》。台北：風雲論壇出版社。
- 彭懷恩（2013）：《地方政府地方自治Q&A》。台北：風雲論壇出版社。
- 彭懷恩（2016）：《國際關係與全球政治Q&A》。台北：風雲論壇出版社。
- 彭懷恩（2016）：《大眾傳播理論與模式》。台北：風雲論壇出版社。
- 彭懷恩（2017）：《公共政策分析Q&A》。台北：風雲論壇出版社。
- 彭懷恩（2017）：《當代政治學：學科現狀》。台北：風雲論壇出版社。
- 彭懷恩（2017）：《人際溝通與傳播》。台北：風雲論壇出版社。
- 彭懷恩（2017）：《社會學系統導讀》。台北：風雲論壇出版社。

## 共同著作
- 彭懷恩、葉正（2012）：《社會學精進Q&A》。台北：風雲論壇出版社。
- 彭懷恩、馬仲豪（2019）：《國際關係：理論、實務與現勢》。台北：風雲論壇出版社。